# Sorellanza

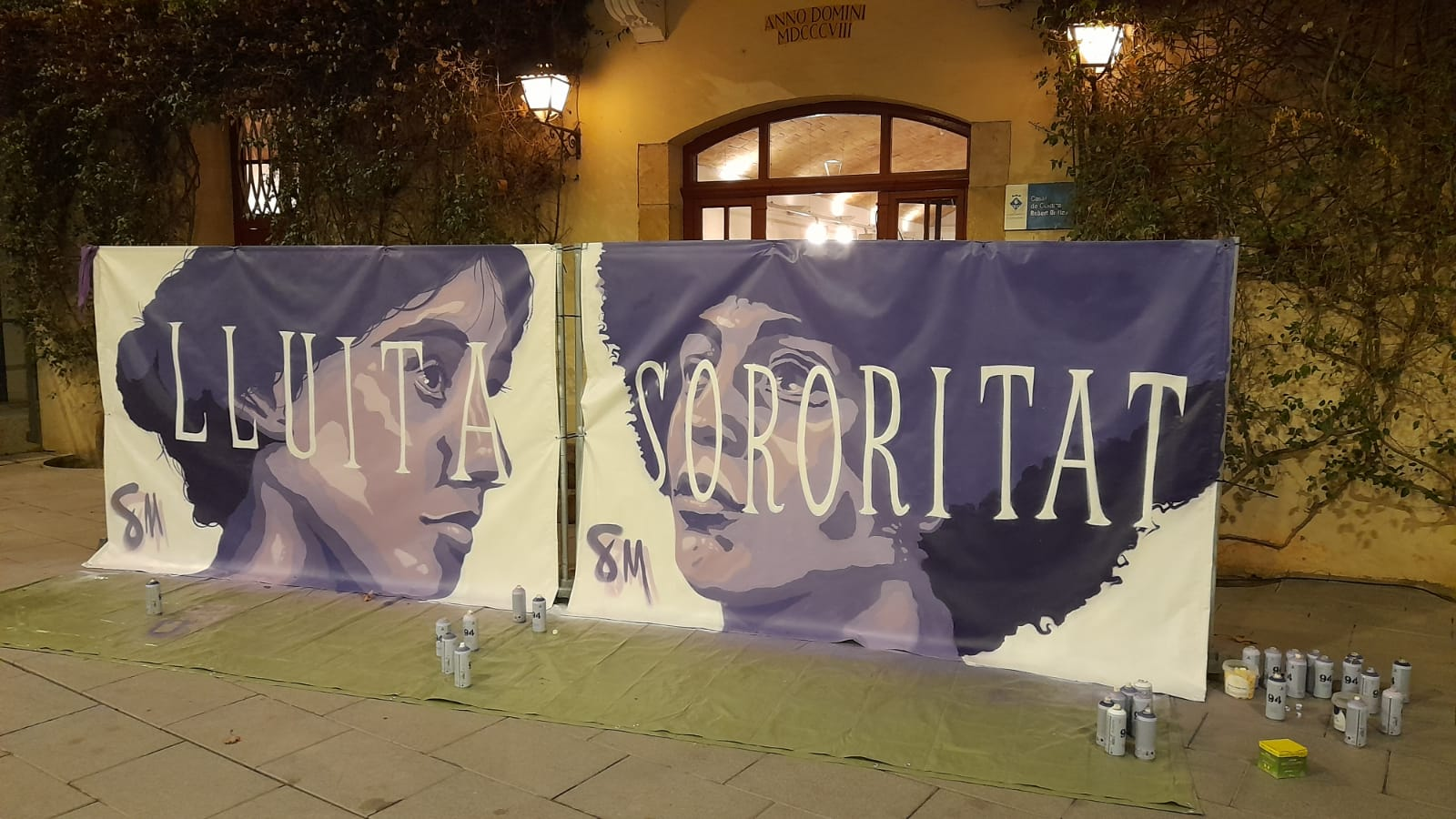
Grafito del 2022 a Esplugues de Llobregat che incita alla sorellanza.

La sorellanza, alla stregua della fratellanza, è la relazione naturale o civile che intercorre tra sorelle e, per estensione, il reciproco legame tra cose simili. 

## Nel femminismo
La scrittrice Kate Millett fu la prima ad utilizzare questo termine, con un significato traslato di relazione di comunanza tra donne, nel contesto del femminismo, il cui scopo era ottenere un'uguaglianza senza discriminazioni razziali, etniche, religiose o classiste. L'antropologa Marcela Lagarde affermò invece tale concetto come una complicità. Per la sorellanza è tuttavia necessaria anche un'autocritica; è infine un sinonimo di solidarietà e rete di sostegno.